# جون جارنجتون
جون جارنجتون (بالإنجليزية: John Garlington)‏ هو لاعب كرة قدم أمريكية أمريكي، ولد في 5 يونيو 1946 في جونسبورو في الولايات المتحدة، وتوفي في 10 فبراير 2000.

## وصلات خارجية
- جون جارنجتون على موقع مرجع كرة القدم المحترفة.كوم (الإنجليزية)